# 緑町 (八王子市)
緑町（みどりちょう）は、東京都八王子市の地名である。丁番を持たない単独町名であり、住居表示は未実施区域。郵便番号は193-0932（八王子南郵便局管区）。

## 地理
八王子市の南部の横山丘陵上に位置し、東西を山田川が流れ、南は京王高尾線、東は国道16号で区切られる。東で子安町、南で片倉町・小比企町、西で山田町、北で万町・台町と隣接する。

### 河川
- 山田川

### 地価
住宅地の地価は、2014年（平成26年）1月1日の公示地価によれば、緑町190番12の地点で13万2000円/m2となっている。

## 歴史

### 地名の由来
緑町という町名は住民投票によって決定された。

### 沿革
- 1889年（明治22年）4月1日 - 町村制施行により、神奈川県南多摩郡小比企村が、片倉村、宇津貫村、北野村、打越村、西長沼村と合併し由井村が成立する。
- 1955年（昭和30年）4月1日 - 横山村、元八王子村、恩方村、川口村、加住村とともに八王子市へ編入される。
- 1956年（昭和31年）10月1日 - 旧由井村大字小比企の一部を緑町とする。

## 世帯数と人口
2017年（平成29年）12月31日現在の世帯数と人口は以下の通りである。
| 町丁 | 世帯数    | 人口    |
| ---- | --------- | ------- |
| 緑町 | 2,220世帯 | 4,532人 |

## 小・中学校の学区
市立小・中学校に通う場合、学区は以下の通りとなる。
| 番地                      | 小学校                   | 中学校               | 通学許可校                                                                                   |
| ------------------------- | ------------------------ | -------------------- | -------------------------------------------------------------------------------------------- |
| 412番地                   | 八王子市立由井第三小学校 | 八王子市立由井中学校 | 八王子市立山田小学校 八王子市立第七中学校（山田小卒業の場合に入学可能）                      |
| 223〜411番地 413〜674番地 | 八王子市立第三小学校     | 八王子市立第六中学校 | 八王子市立山田小学校 八王子市立由井中学校 八王子市立第七中学校（山田小卒業の場合に入学可能） |
| その他                    | 八王子市立第三小学校     | 八王子市立第六中学校 | 八王子市立由井第三小学校 八王子市立由井中学校                                                |

## 交通

### 鉄道
- 京王電鉄
  - 京王高尾線：山田駅

### 道路
- 国道16号（東京環状）
- 東京都道・神奈川県道506号八王子城山線

## 施設

### 行政
- 多摩少年院

### 郵便局・金融機関
- 八王子緑町郵便局

### 商業
- キャスティング八王子店

### 公園・神社・寺院
- 緑町公園
- 萬福寺
- 直入院
- 市営緑町墓地